# Grupa Czwarta
Grupa Czwarta – polskie stowarzyszenie plastyków utworzone przez absolwentów Akademii Sztuk Pięknych w Warszawie. Działo w latach w 1935–1939.

## Historia i profil
Było to ostatnie ugrupowanie plastyczne uczniów prof. Tadeusza Pruszkowskiego – malarza, ikony ASP i animatora polskiego życia artystycznego. Składało się z najmłodszej generacji jego studentów i liczyło łącznie z nim trzynaście osób.

Marta Podoska-Koch:„Grupa Czwarta” to byli uczniowie profesora Pruszkowskiego. Grupy tworzyły się z tych, którzy w danym roku kończyli szkołę. Były to: „Bractwo św. Łukasza” powstałe w 1925, „Szkoła Warszawska” z 1929, „Loża Wolnomalarska” założona w 1932, która zmieniła trzy lata później nazwę na „Loża Malarska”, oraz w 1936 – „Grupa Czwarta”. „Czwarta” dlatego, że była taka w kolejności powstawania.

Choć młodzi artyści pochodzili z jednej pracowni uczelnianej i często pracowali wspólnie, nie stworzyli żadnego programu ani wyróżniającego się stylu. Ich twórczość łączył rzetelny warsztat malarski i znikome zainteresowanie sztuką awangardową. Była to najmniej znana ze wszystkich grup wychowanków Pruszkowskiego. Działała krótko i zorganizowała niewiele wystaw. Istniała opinia, że impet pracowni Pruszkowskiego już wówczas się wyczerpał, a „Grupa Czwarta” powstała przede wszystkim ze względu na tradycję i ambicje profesora. Wybuch II wojny światowej zakończył w 1939 działalność grupy.

## Członkowie grupy
- Bolesław Baake
- Jan Betley
- Janina Herget
- Jerzy Jełowicki
- Helena Okołowicz
- Hanna Pachniewska-Betley
- Marta Podoska-Koch
- Zofia Poreyko
- Tadeusz Pruszkowski
- Helena Sołtan
- Aleksander Sołtan
- Irena Wilczyńska
- Władysław Wincze

## Uwaga
1. ↑  Większość z niewielu dostępnych źródeł podaje 1935 jako rok powstania „Grupy Czwartej”. Natomiast Marta Podoska-Koch w wywiadzie w maju 2002 wymienia rok 1936[1].